# Daryl Homer
Daryl Homer (* 16. Juli 1990 in Saint Thomas, Amerikanische Jungferninseln) ist ein US-amerikanischer Säbelfechter.

## Erfolge
Daryl Homer erfocht bei Panamerikameisterschaften zahlreiche Titel und Medaillen. 2011 wurde er in Reno sowohl im Einzel- als auch im Mannschaftswettbewerb erstmals Panamerikameister. 2012 in Cancún, 2013 in Cartagena und 2014 in San José verteidigte er den Mannschaftstitel erfolgreich. Zudem sicherte er sich 2013 und 2014 jeweils die Bronzemedaille im Einzel. Bei Weltmeisterschaften gewann er 2015 in Moskau im Einzel Silber und wurde damit Vizeweltmeister. Zweimal stand er bis jetzt im US-amerikanischen Aufgebot bei Olympischen Spielen. 2012 belegte er in London den sechsten Platz im Einzel, nachdem er im Viertelfinale gegen Rareș Dumitrescu ausgeschieden war. Mit der Mannschaft wurde er nach einer Auftaktniederlage gegen Russland Achter. Bei den Spielen in Rio de Janeiro zog Homer im Einzel ins Finale ein. Dort traf er auf Áron Szilágyi, dem er mit 8:15 unterlag.
Homer hat einen Marketingabschluss von der St. John’s University, für die er auch im College Sport im Fechten aktiv war.